# Battle Raper 2
Battle Raper 2 là game thứ hai trong loạt Battle Raper do Illusion Soft sản xuất.

## Cốt truyện
Năm 20XX. Yuuki đến một hòn đảo để tìm sức mạnh của thần thánh. Tuy nhiên hội Eisen Kreuz, bộ tộc Arcana và bộ tộc Osei cũng đang tìm kiếm cái này. Yuuki phải đánh nhau với nhiều nữ địch thủ.

## Nhân vật
- Nhân vật chính là Yuuki Kukami. Anh có kiếm gọi là "Soul Eater" và đệ tử là một con succubus tên Eliza.
- Yayoi:Có thanh kiếm rồng và mang yếu tố gió. Rất nóng tính.
- Elferris: Là thành viên của hội Eisen Kreuz và là sếp của Yayoi.
- Yura: Thành viên của bộ tộc Arcana
- Sara: Chị của Yura
- Setsuna: Thành viên của bộ tộc Osei